# باغوئیه (گور)
باغوئیه روستایی در دهستان گور بخش ساردوئیه شهرستان جیرفت استان کرمان ایران است.

## جمعیت
بر پایه سرشماری عمومی نفوس و مسکن در سال ۱۳۹۵ جمعیت این مکان ۳۲ نفر (۱۵ خانوار) بوده‌است.